# Carl Sonesson
Carl Yngve Fredrik Sonesson, född 3 november 1944 i Gudmuntorps församling i Malmöhus län, är en tidigare svensk politiker (moderat) som var regionråd i Region Skåne under perioden 1998 till 2002. Han är far till Carl-Johan Sonesson och Christian Sonesson.